# Dan Jeannotte
Dan Jeannotte (Montreal, 22 de setembro de 1981) é um ator canadense. Ele é mais conhecidos pelos seus papéis de Brandon Russell em Good Witch, James Stewart na série Reign, e desde 2022, interpreta o personagem recorrente Sam Kirk em Star Trek: Strange New Worlds. Ele também emprestou sua voz para o personagem principal Arno Dorian do jogo Assassin's Creed Unity.

## Filmografia

### Cinema
| Ano  | Título          | Papel               | Notas          |
| ---- | --------------- | ------------------- | -------------- |
| 2006 | Flamousse       | Adrian              | Curta-metragem |
| 2007 | Speakeasy       |                     | Curta-metragem |
| 2008 | Death Race      | Hennessey Tech      |                |
| 2011 | Washed in Blue  | Jesse               | Curta-metragem |
| 2013 | Red 2           | Jovem agente do FBI |                |
| 2015 | Cindy           | Narrador            | Curta-metragem |
| 2015 | Life on Jupiter | John (narração)     | Curta-metragem |
| 2018 | Awake           | Homem               | Curta-metragem |

### Televisão
| Ano           | Título                        | Papel                 | Notas                                  |
| ------------- | ----------------------------- | --------------------- | -------------------------------------- |
| 2008          | Sophie                        | Troy                  | Episódio: "Robbing the Grave"          |
| 2010          | Second Chances                | Jovem homem           | Filme para televisão                   |
| 2010          | The Cutting Edge: Fire & Ice" | Angus Dwell           | Filme para televisão                   |
| 2011          | Being Human                   | Tony                  | Episódio: "Something to Watch Over Me" |
| 2012          | Deadly Hope                   | Det. John Bishop      | Filme para televisão                   |
| 2013          | JFK: The Smoking Gun          | Agente Wesley Frazier | Docufilme para televisão               |
| 2015-2019     | Good Witch                    | Brandon Russell       | 25 episódios                           |
| 2015          | Dark Matter                   | Derrick Moss          | 1 episódio                             |
| 2015          | Beauty & the Beast            | Scott Ellingsworth    | Episódio "Sins of the Father"          |
| 2015          | Newborn Moms                  | Leslie Cantor         | Episódio: "Blocked"                    |
| 2015          | Fargo                         | Jack Hawk             | Episódio: "Loplop"                     |
| 2016-2017     | Reign                         | James Stewart         | 18 episódios                           |
| 2017-2020     | The Bold Type                 | Ryan Decker           | 28 episódios                           |
| 2018          | Designated Survivor           | Greg Bowen            | 3 episódios                            |
| 2019          | Paris, Wine & Romance         | Jacques               | Filme para televisão                   |
| 2019          | Christmas in the Highlands    | Alistair McGregor     | Filme para televisão                   |
| 2021          | Ghosts of Christmas Past      | Charlie Brenson       | Filme para televisão                   |
| 2022-presente | Star Trek: Strange New Worlds | George Samuel Kirk    | Personagem recorrente                  |
| 2022          | Home for a Royal Heart        | Theo                  | Filme para televisão                   |
| 2022          | Lease on Love                 | Milo Asher            | Filme para televisão                   |
| 2022          | The Royal Nanny               | Colin                 | Filme para televisão                   |
| 2023          | Sweeter than Chocolate        | Dean Chase            | Filme para televisão                   |

### Video Game
| Ano       | Título                                        | Papel                                                 | Notas |
| --------- | --------------------------------------------- | ----------------------------------------------------- | ----- |
| 2006-2007 | Samurai Warriors 2                            | Imagawa Yoshimoto/Toshiie Maeda                       | Voz   |
| 2012      | Assassin's Creed III                          | Mercador de Boston/Nova Iorque/Alvo de interrogatório | Voz   |
| 2013      | Assassin's Creed IV: Black Flag               | Marinheiro/soldador/mercador espanhol                 | Voz   |
| 2013      | Impire                                        |                                                       | Voz   |
| 2014      | Assassin's Creed Unity                        | Arno Victor Dorian                                    | Voz   |
| 2015      | Assassin's Creed Unity: Dead Kings            | Arno Victor Dorian                                    | Voz   |
| 2021      | Assassin's Creed Valhalla: The Siege of Paris | Pierre                                                | Voz   |